# 齊布利

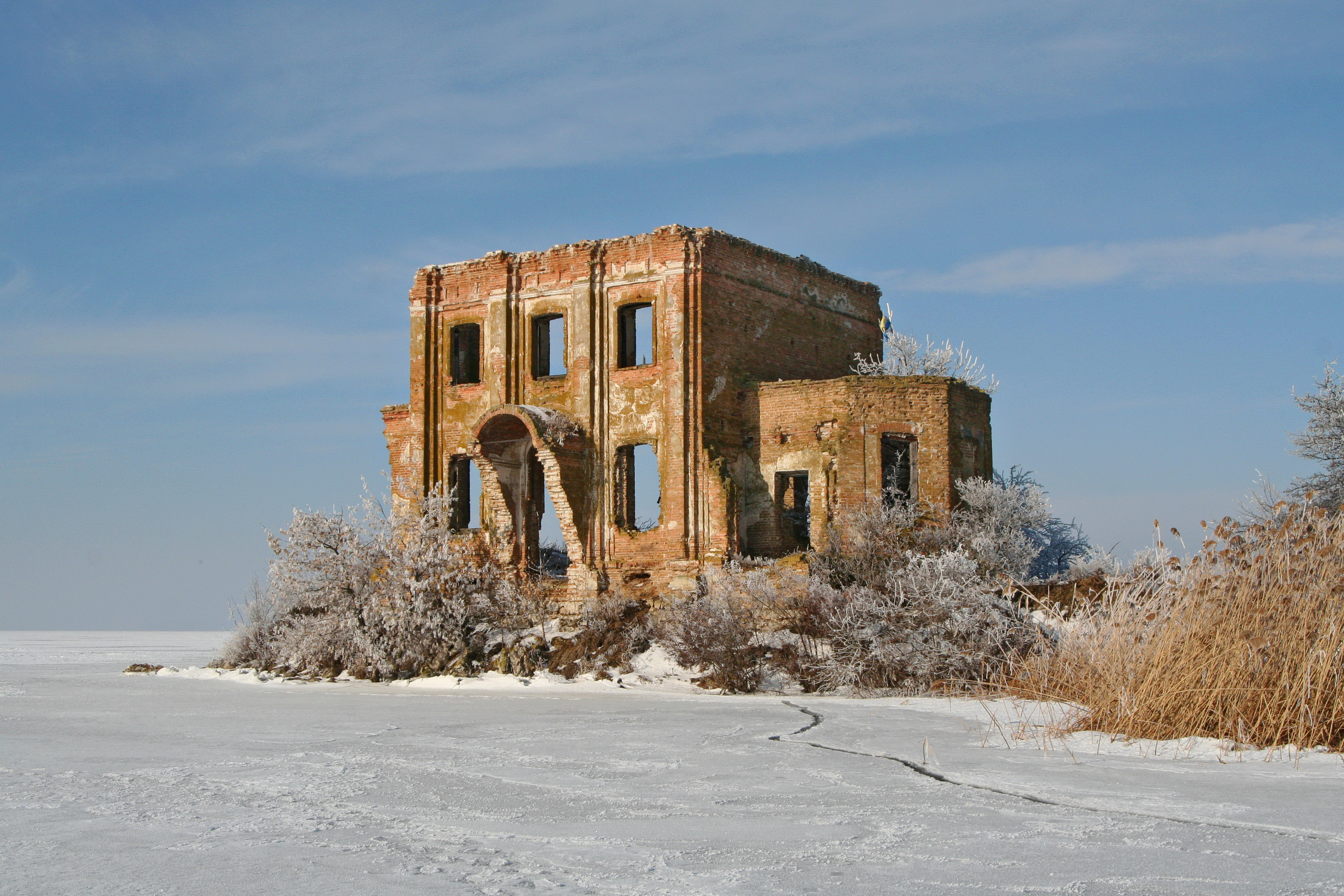
教堂废墟

齊布利（烏克蘭語：Циблі），是烏克蘭中北部基輔州鲍里斯皮尔区齊布利市鎮的村落及其行政中心。面積190.5平方公里，海拔高度112米，2001年人口2,613，人口密度每平方公里13.7人。
49°59′37″N 31°33′48″E / 49.99361°N 31.56333°E